# MIRACL
MIRACL（ミラクル、Mid-Infrared Advanced Chemical Laser）は、アメリカ海軍が建造・実験した、対人工衛星レーザー兵器である。日本語に訳すならば「中赤外線先進化学レーザー」という意味で、大気中での長距離射撃が可能な大気の窓に一致する波長域の化学レーザーである。この兵器は初のメガワット級レーザーであり、出力は2メガワットとされる。これは当時の世界最高水準にあり、直接エネルギー兵器（いわゆるビーム兵器）の実験における数少ない成功例である。
MIRACLは、メガワット級のフッ化重水素（DF）化学レーザーを、70秒にわたって照射できた。
海軍は当初、対艦ミサイル撃墜のためにレーザー兵器を研究していたが、後に人工衛星を目標とするようになった。MIRACLは、1989年、ニューメキシコ州のホワイトサンズ・ミサイル実験場に建造された。しかし予算の問題から、アメリカ議会は1996年までMIRACLの実験を禁止する時限立法を制定した。
時限立法失効後の1997年10月、MIRACLは高度420キロメートルのアメリカ空軍の人工衛星に向かって試射され、無力化に成功した。しかし、同時になされた30ワットという低出力レーザーの実験により、この低出力レーザーでも人工衛星の搭載機器を破壊できることがわかり、対衛星レーザー兵器開発の主流は低出力レーザーへと移った。
しかし本兵器は近年になって再評価され、1996年7月にイスラエルとアメリカ政府の間で戦術高エネルギーレーザーTHEL（Tactical High Energy Laser）の開発計画が開始された。これはMIRACLを小型化して移動可能としたものであり、威力は半分の1メガワットとされている。